# Kiran Vyas
Kiran Vyas (né en Inde en 1944) est directeur et fondateur des centres Tapovan, et un des pionniers de l'ayurveda en France.
Il est conférencier et auteur de nombreux ouvrages autour de l'ayurveda et du massage ayurvédique.

## Jeunesse
Kiran Vyas est né à Lakhtar (Gujarat) en 1944. De 1944 à 1958, il vit près de son père qui travaille à l’ashram de Sabarmati avec le Mahatma Gandhi dont il reçoit les grands principes philosophiques. Il rencontre de hautes personnalités parmi lesquelles Sardar Patel (vice-Premier Ministre de L’Inde), Vinoba Bhave (successeur de Gandhi) et des artistes, disciples de Rabindranath Tagore. Il effectue ses études à l’ashram de Aurobindo Ghose (connu sous le nom de « Sri Aurobindo ») à Pondichéry jusqu’en 1968. Il y reçoit l’enseignement de Mirra Alfassa (également connue sous le nom de « Mère »). Il est installé en France depuis les années 1970. De 1968 à 1975, Kiran Vyas fonde et dirige trois écoles expérimentales en collaboration avec son père à Bhilad, Bardoli et Nargol, au Gujarat. L’éducation est basée sur la créativité, l’entraînement physique, mental et une aspiration spirituelle.

## La vocation de l'éducation
De 1976 à 1983 Kiran Vyas travaille à l’UNESCO à Paris comme représentant permanent et membre du Conseil mondial de la Société internationale pour l’éducation par l’art (InSEA, organisation non gouvernementale). Durant cette période, il est également membre du Conseil de l’Association francophone de l’éducation comparée (AFEC).

## La création de Tapovan
En 1983, Kiran Vyas fonde Tapovan en ouvrant un centre à Paris puis en 1990 en Normandie. Tapovan est un centre de soins et cures ayurvédiques et une université ouverte, où dans un esprit de « libre progrès », Kiran Vyas organise des cours, stages et formations d'ayurveda, de massage ayurvédique, de cuisine et diététique ayurvédique, de hatha-yoga, de nada yoga, de yoga des yeux, de maternité, d'écologie et environnement et autres spécialisations dans l'ayurveda. En 2008, Tapovan ouvre ses portes à Neuchâtel, en Suisse.
Depuis 2006, il organise en Normandie un colloque international d'ayurveda réunissant experts et médecins ayurvédiques du monde entier, un colloque sur l'environnement et le développement durable nommé « Jardin planétaire » ainsi que des journées littéraires et artistiques avec des artistes, écrivains, danseurs et musiciens qu'il coorganise avec Olivier Germain-Thomas.

## Œuvres

### CD
- Respiration, Relaxation, Méditation
- Hatha-yoga
- Yoga des Yeux

### Biographie
Un Souffle venu de l'Inde, Dominique Ramassamy, Éditions Opéra

### Documentaire avec la participation de Kiran Vyas
- Dominique Fresne, A... comme Ayurveda, 2005[6]